# John Murray (1er marquis d'Atholl)
Pour les articles homonymes, voir John Murray et Murray.
John Murray, 1er marquis d'Atholl, (2 mai 1631 - 6 mai 1703) est un royaliste écossais de premier plan et défenseur des Stuarts pendant la guerre civile anglaise des années 1640, jusqu’à la prise du pouvoir par William et Mary en 1689. Il devient deuxième comte d'Atholl à la disparition de son père en juin 1642 et troisième comte de Tullibardine après le décès de son cousin germain, le deuxième comte en 1670.

## Jeunesse
Il est le fils de John Murray, 1er comte d’Atholl (cr.   1629) et de son épouse Jane, fille de Duncan Campbell de Glenorchy. En 1650, il se joint à la tentative infructueuse de libérer Charles II des Covenant et il est, en 1653, un partisan du 8e comte de Glencairn dans son opposition aux plans anglais pour intégrer l'Écosse dans le Commonwealth et consacre 2 000 hommes à la bataille. Il est finalement obligé de se rendre l'année suivante à George Monck, le commandant victorieux du Commonwealth.

## Carrière
En 1660, Murray devient conseiller privé pour l’Écosse, obtient une charte du shérif héréditaire comme shérif de Fife et devient en 1661 Lord Lord-General of Scotland. En 1663, il est nommé lord président de la Cour de session puis le premier capitaine général de la Royal Company of Archers en 1670. En 1671, il devient commissaire de l'échiquier, l'année suivante, détenteur du sceau privé de l'Écosse et, le 14 janvier 1673, lord extraordinaire de session.
En 1670, il devient comte de Tullibardine à la mort de son cousin, James Murray, 4e comte de Tullibardine et est créé marquis d'Atholl et vicomte Glenalmond le 7 février 1676.

## Glorieuse Révolution
Murray est initialement partisan de la politique vigoureuse de Lord Lauderdale, prenant part à un raid contre les Covenanters en 1678, mais il perd temporairement la faveur royale en conseillant la modération à leur encontre. En 1679, cependant, il est présent à la Bataille de Bothwell Bridge. En juillet 1680, il est nommé vice-amiral d'Écosse et en 1681, président du Parlement.
En 1684, il est nommé Lord-lieutenant d'Argyll lutte vigoureusement contre Archibald Campbell (9e comte d'Argyll) pendant la révolte d'Argyll de 1685 et contribue à le vaincre. Murray est fait chevalier de l'Ordre du Chardon en 1687.
Il se montre tiède à l'avènement de Guillaume III et attend l'événement. Finalement, en avril 1689, il écrit à William pour lui faire part de son allégeance. En mai, il prend part à la proclamation de William et Mary en tant que roi et reine à Édimbourg. Mais pendant l'insurrection du vicomte Dundee, il permet à ses troupes d'être utilisées à la Bataille de Killiecrankie contre les partisans du nouveau roi, ce qui contribue à la défaite des troupes du gouvernement. Il est ensuite convoqué à Londres et emprisonné en août. En 1690, il est impliqué dans le complot de Montgomery pour restaurer Jacques II, puis dans d'autres intrigues du jacobitisme. En juin 1691, il reçoit un pardon et, par la suite, agit pour le gouvernement dans la pacification des Highlands.
Son petit-fils, Lord George Murray est un général célèbre des jacobites et est responsable de leur succès tout au long de la révolte de 1745.
Murray est décrit par Lord Macaulay comme « le plus faux, le plus volage, le plus pusillanime de l' humanité », en ce qui concerne la position indécise de Murray entourant la succession de Guillaume d'Orange et la déposition du roi Jacques ».

## Mariage
Le 5 mai 1659, il épouse Amelia Ann Sophia Stanley (1633-22 février 1702/1703), fille de James Stanley (7e comte de Derby) et Charlotte de La Trémoille. Ils ont douze enfants, mais quatre sont morts jeunes:

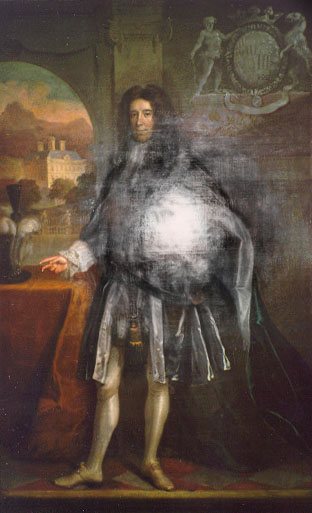
John Murray 1er duc d'Atholl 1660-1724

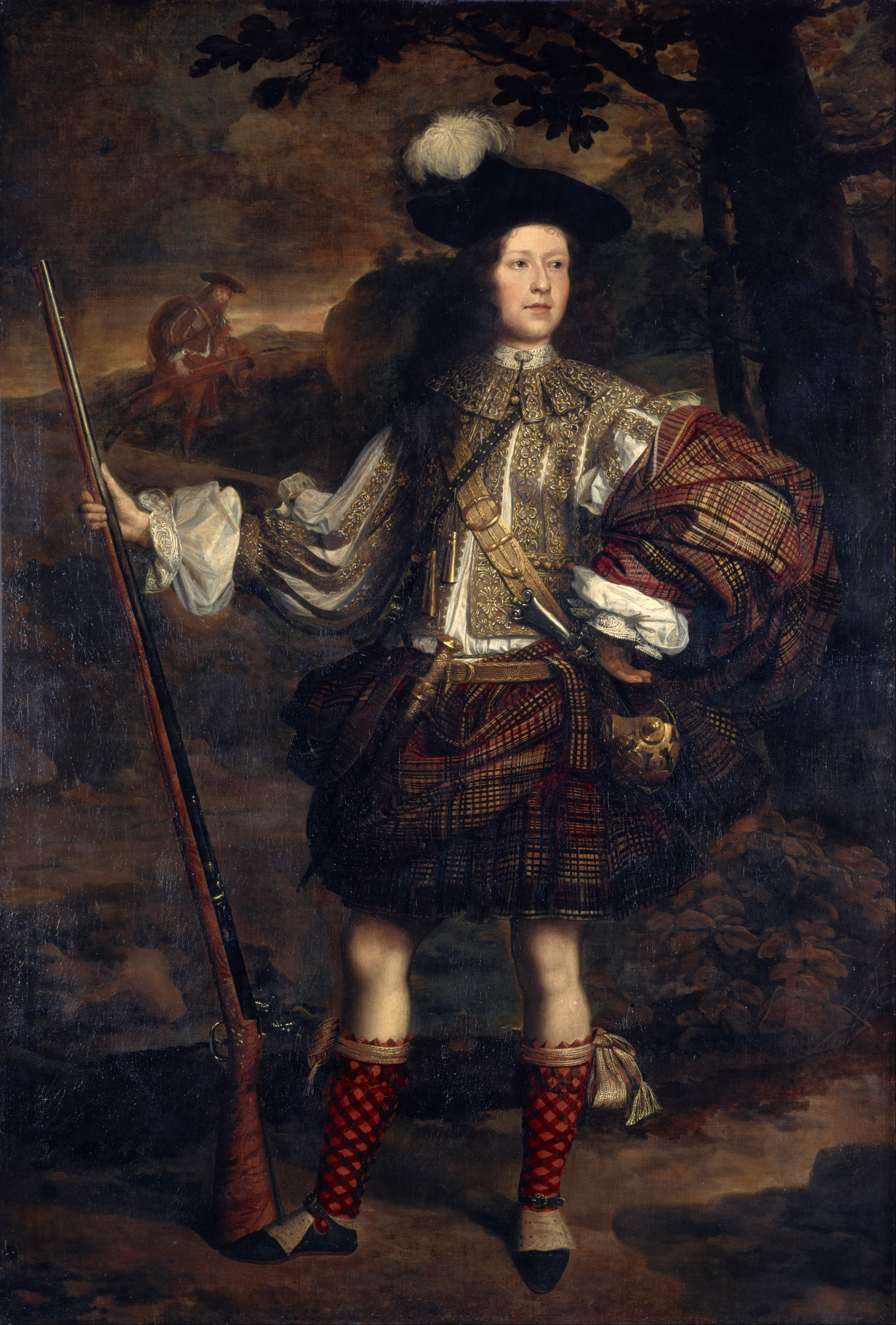
Lord Mungo Murray: décédé en 1700 au Panama alors qu'il établissait un établissement de plantation écossais pendant l'expédition Darian

- John Murray (1er duc d'Atholl) (24 février 1660-14 novembre 1724), fils aîné et héritier, épouse (1) Katherine Douglas-Hamilton, (2) Mary Ross.
- Charles Murray (1er comte de Dunmore) (24 février 1661-19 avril 1710), marié à Catherine Watts, et père notamment de John Murray, 2e comte de Dunmore.
- James Murray (8 mai 1663-30 décembre 1719), épouse Anne Murray de Glenmuir.
- William Murray (2e Lord Nairne) (1664-3 février 1726), épouse Margaret Nairne. Leur fille Margaret Murray (décédée le 28 mai 1773) épouse en 1712 William Drummond (4e vicomte Strathallan).
- Charlotte Murray (1663-1735), mariée à Thomas Cooper. Pas de descendance.
- Amelia Murray (1666-1743), mariée 1. Hugh Fraser (9e Lord Lovat) ; 2 Simon Fraser de Beaufort.
- Jane Murray (1666-1670) est morte jeune.
- Mungo Murray (1668-1700), Écosse; Tué au Panama en 1700, combattant les Espagnols. Marié à Rachel Beaverich; son fils David épouse Margaret Donald; deux filles[3].
- Edward Murray (1669-1743), marié à Katherine Skene.
- Henry Murray (né en 1670) est décédé jeune.
- Katherine Murray (1672-1689) est morte jeune.
- George Murray (1673-1691) est décédé jeune.

Avant son mariage avec Amelia Sophia Stanley, un "fils naturel" est né vers 1658 de Janett Mannachie de Dunkeld Perthshire. Le nom de ce fils est inconnu. cependant, il aurait été apprenti chez un avocat d’Édimbourg (écrivain) du nom de Louefoote (Lightfoot?). Selon la correspondance de Lord Edward Murray susmentionnée, née en 1669 et reproduite dans les Chroniques d'Atholl datée du 25 mars 1735 et adressée à son neveu John 1er duc d'Athol, ce fils est mort de la variole vers 1680–90.

## Sources
- Brown, Peter, éditeur, The Peerage of Scotland , Edimbourg, 1834, pps: 62-64.
- (en) « John Murray (1er marquis d'Atholl) », dans Encyclopædia Britannica [détail de l’édition], vol. 2, 1911 (lire sur Wikisource), p. 849–851.
- Thomas Babington Macaulay, The History of England from the Accession of James the Second, 1848 (ISBN 978-1343351899, lire en ligne)
- Détails sur la généalogie de Murray et des personnages liés thePeerage.com
- Article sur l'histoire du clan Murray Tartans.com